# Jordan Peterson
Jordan Bernt Peterson (født 12. juni 1962) er en canadisk professor i psykologi, klinisk psykolog, YouTube-personlighed, forfatter og kulturkritiker.
Hans felt er abnormal-, social- og personlighedspsykologi med særlig interesse for psykologi af religiøs og ideologisk tro og vurdering og forbedring af personlighed og ydeevne.
Peterson voksede op i Fairview, Alberta. Han opnåede en B.A.-grad i statskundskab i 1982 og en grad i psykologi i 1984, begge fra University of Alberta, og sin ph.d. i klinisk psykologi fra McGill University i 1991. Han blev hos McGill som postdoktor i to år, før han flyttede til Massachusetts i USA for at arbejde som adjunkt og lektor på psykologifakultetet ved Harvard University. I 1998 flyttede han tilbage til Canada og et professorat ved University of Toronto. Han forfattede værket Maps of Meaning: The Architecture of Belief i 1999, der undersøgte flere fagområder for at beskrive strukturen af systemer af tro og myter, deres rolle i regulering af følelser, skabelse af mening og motivation for folkemord. Hans anden bog, 12 Rules for Life: An Antidote to Chaos udkom i januar 2018.
I 2016 uploadede Peterson en række videoer på sin YouTube-kanal, hvor han kritiserede den canadiske regerings lovforslag Bill C-16. Han fik efterfølgende betydelig mediedækning.

## Personligt liv
Peterson har siden 1989 været gift med Tammy Roberts, og sammen har parret en datter og en søn.